# Boulevard du Temple
O Boulevard du Temple é um boulevard parisiense que separa o 3.º arrondissement do 11.º.

## Localização e acesso
Faz parte da cadeia de Grands Boulevards composta de oeste a leste pelos boulevards de la Madeleine, des Capucines, des Italiens, Montmartre, Poissonnière, Bonne-Nouvelle, Saint-Denis, Saint-Martin, du Temple, des Filles-du-Calvaire e Beaumarchais.
Estende-se da Place de la République à Place Pasdeloup.
Este local é servido pelas estações de metrô Filles du Calvaire e République.

## Origem do nome
Leva o nome da Maison du Temple cujo recinto estava próximo, a Ordem dos Templários tendo sido proprietária das terras circundantes.

## Histórico

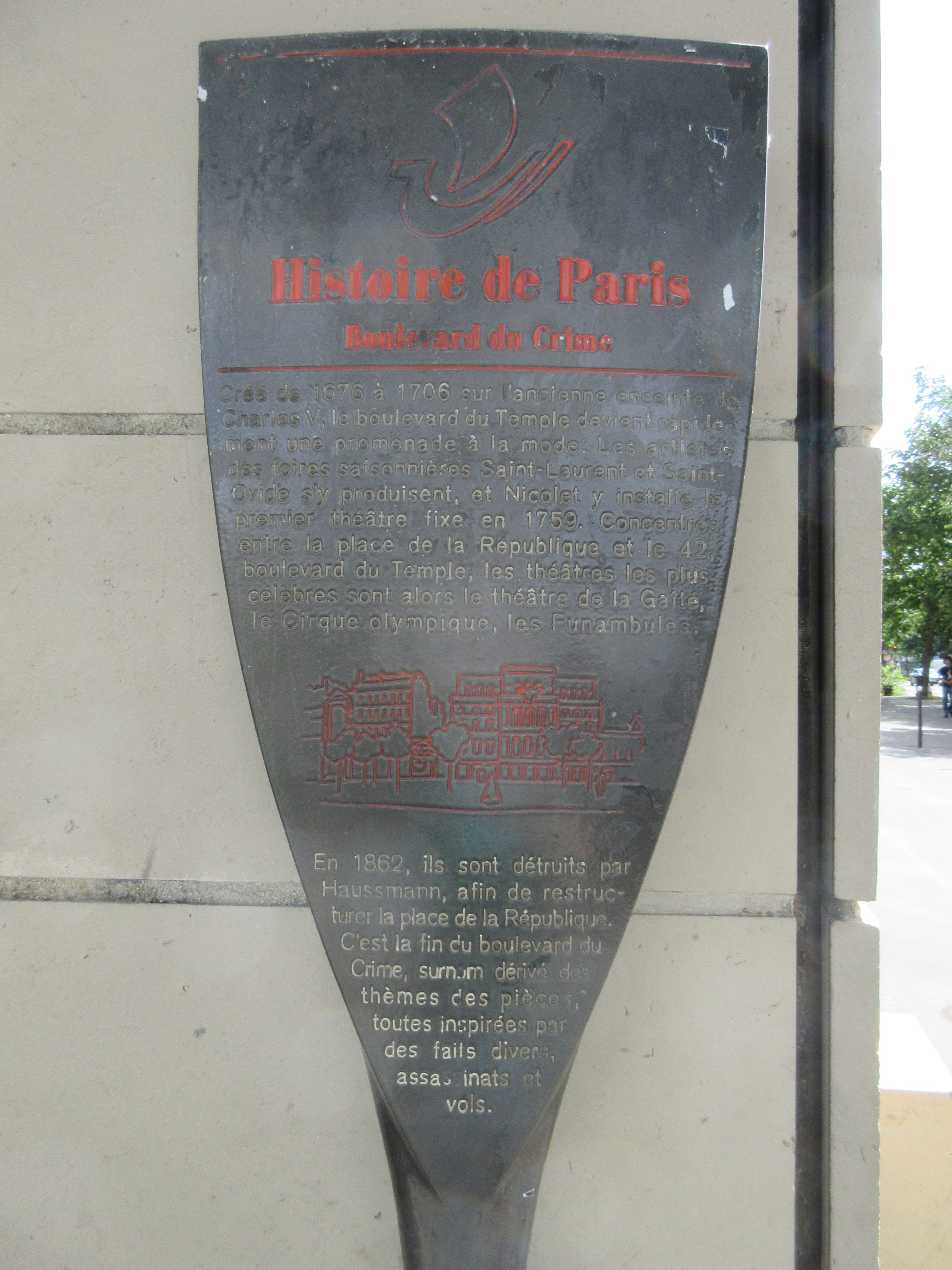
Painel História de Paris Boulevard du Crime.
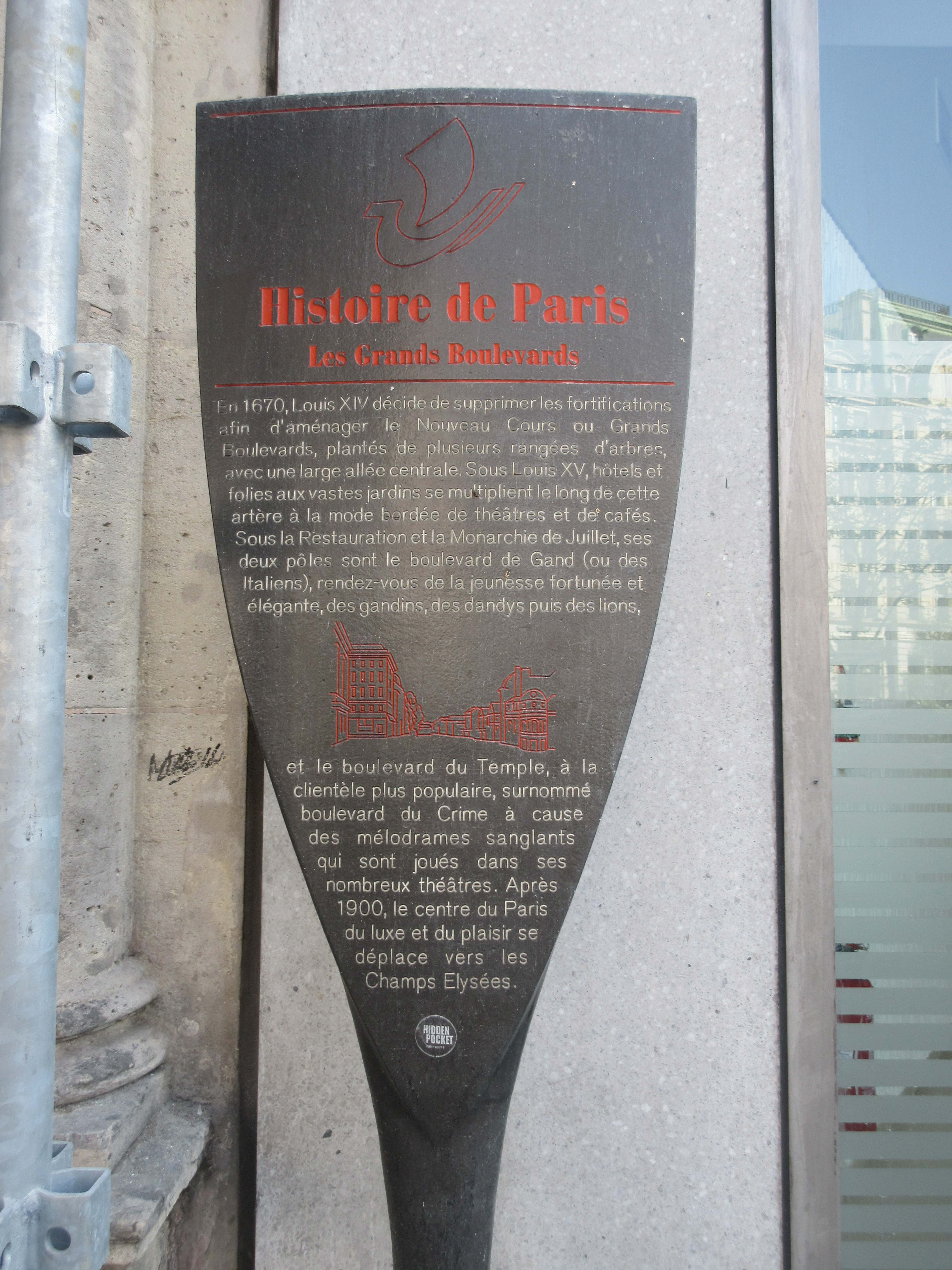
Painel História de Paris Les Grands-Boulevards

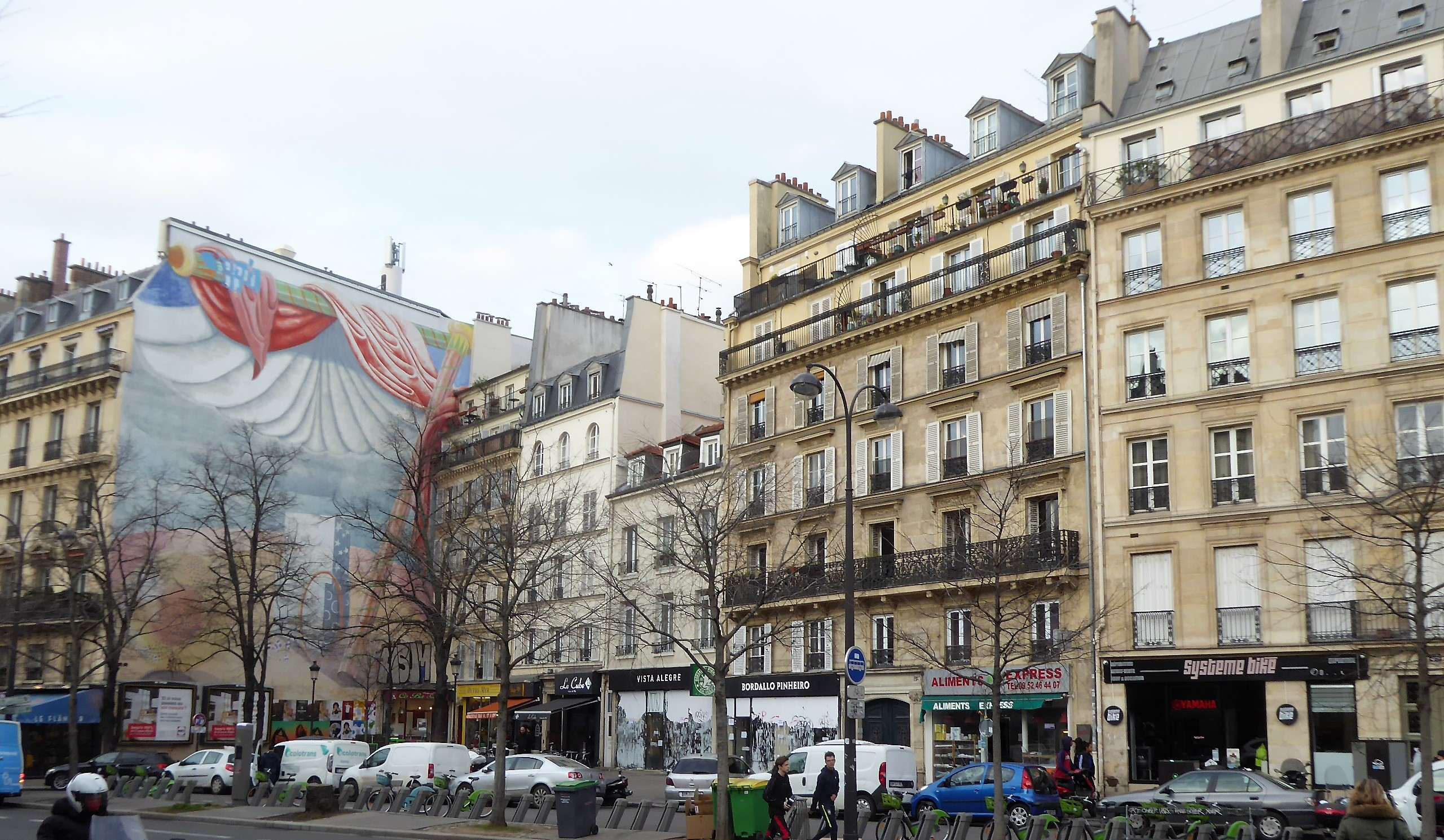
Orientação seguindo o contorno do antigo Bastião du Temple dos números 42 a 48

O Boulevard du Temple foi inaugurado entre 1656 e 1705 através do Bastião do Templo do Muro de Carlos V, destruído sob Luís XIV. Os seus números ímpares combinavam com a forma arredondada do contorno exterior deste antigo bastião. Os números 42 a 48 mantiveram esta orientação, tendo sido reconstruídos os seguintes edifícios em direcção à Place de la République em alinhamento durante o desenvolvimento desta praça, o que explica o desnível entre os números 48 e 50.
De Luís XVI à Monarquia de Julho, o Boulevard du Temple gozou de grande voga popular: batizado então "Boulevard du Crime", foi um local de passeio e entretenimento, concentrando muitos cafés e teatros anteriormente localizados nas feiras de Saint-Laurent e Saint-Germain.
Foi neste boulevard que, em 28 de julho de 1835, Giuseppe Fieschi perpetrou um ataque contra o rei Luís Filipe, que falhou, mas deixou 18 mortos e 23 feridos.
Encontrou ali, na primeira metade do século XIX, um grande número de teatros particularmente ao lado de números pares: o Café des Mousquetaires, o Théâtre-Historique que se tornou o Théâtre-Lyrique, o Folies-Dramatiques, o Cirque-Olympique que também era chamado de Théâtre-Impérial, Théâtre de la Gaîté, Théâtre des Funambules, Théâtre des Délassements -Comiques e Théâtre Lazari. Entre cada teatro havia um café dos quais três ficaram famosos:
- Café des Mousquetaires, frequentado principalmente por

le populo, les artistes qui venaient après le théâtre y souper à bon marché, d'ouvriers, d'étudiants et de provinciaux
- o Café de l'Épi-Scié, que havia sido construído no local onde Bobèche e Galimafré se tornaram famosos. Localizado em um porão, a polícia regularmente invadiu.

C'était le rendez-vous de la lie du boulevard, le rendez-vous des « chevaliers du surin » des caroubleurs, des marchands de contre-marques, des lutteurs de foire. Là se combinaient les vols et les assassinats
.
- o Café d'Achille, apelidado de Café de la Basse-Grèce ou Café de l'Ignition, era frequentado pelos "gregos" que operavam em antros de jogo administrados por comerciantes de vinho ou cafés caolhos para se vender ou comprar trapaceiros; Quando um provinciano passeava em frente aos teatros, foi abordado por um "aninhador". Este último colocou o "pombo" em leilão aos "gregos". O preço pago, o "grego" arranjado para atender o "pombo" para a noite para apresentá-lo ao mundo. Lá estava ele sendo depenado, pelo "patos" e as "galinhas". Charles Virmaître indica que vários assassinos foram presos neste café.[3]

Os estabelecimentos de lazer também foram localizados ao lado dos números ímpares
- o Café Turc, ponto de encontro de homens e mulheres elegantes na localização do atual número 31 na esquina da rue Charlot[6]
- O mostrador azul em frente ao outro lado da rue Charlot.
- A rotunda de Paphos na esquina da rue du Temple, salões de dança, local de lazer e jogos abriu em 1797 no local do Hôtel de Vendôme, vendido como propriedade nacional. Esta mansão privada construída no início do século XVIII para o grão-prior da casa do Templo Philippe de Vendôme, também denominada "hotel hospitalar" em referência à ordem dos Hospitalários do Templo foi vendida como propriedade nacional. Os jardins anexos da volta, os jardins dos príncipes se estendiam ao longo do bulevar. A rotunda foi fechada com a Restauração, substituída por lojas e depois pela Passage de Vendôme. Seu local desapareceu durante a criação da Place de la République.[7]
- O jogo de palma do Conde de Artois construído em 1780 pelo arquiteto François-Joseph Bélanger substituído em 1852 pelo teatro "Les Folies Bergères", atual Théâtre Déjazet.[8]

As transformações haussmannianas modificaram radicalmente esta parte do Marais e tudo o que resta hoje dos antigos teatros é o Théâtre Déjazet, aqueles localizados nos números ímpares foram arrasados durante a criação da atual Place de la République, uma extensão da antiga Place du Château d'Eau.

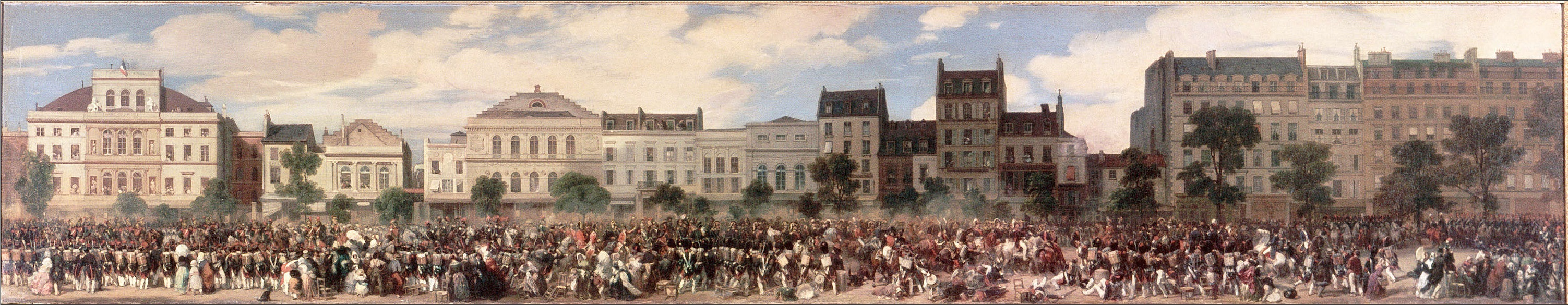
Eugène Lami, Atentado de Fieschi, 28 de julho de 1835 (1845), Palácio de Versalhes.
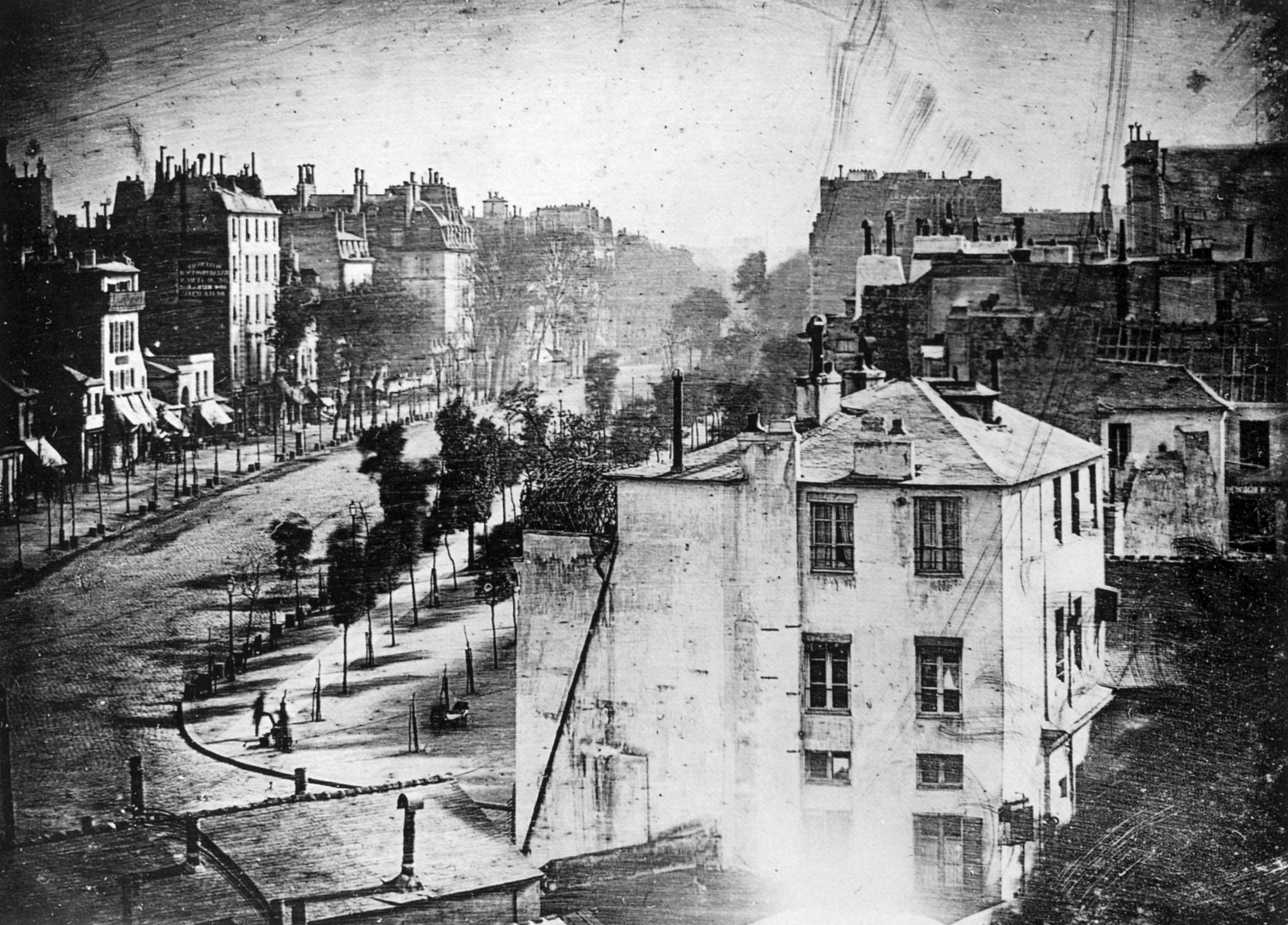
O Boulevard du Temple, Paris (1838), um dos primeiros daguerreótipos. A foto parece ter sido tirada do atual quartel de Vérines, localizado na Place de la République.
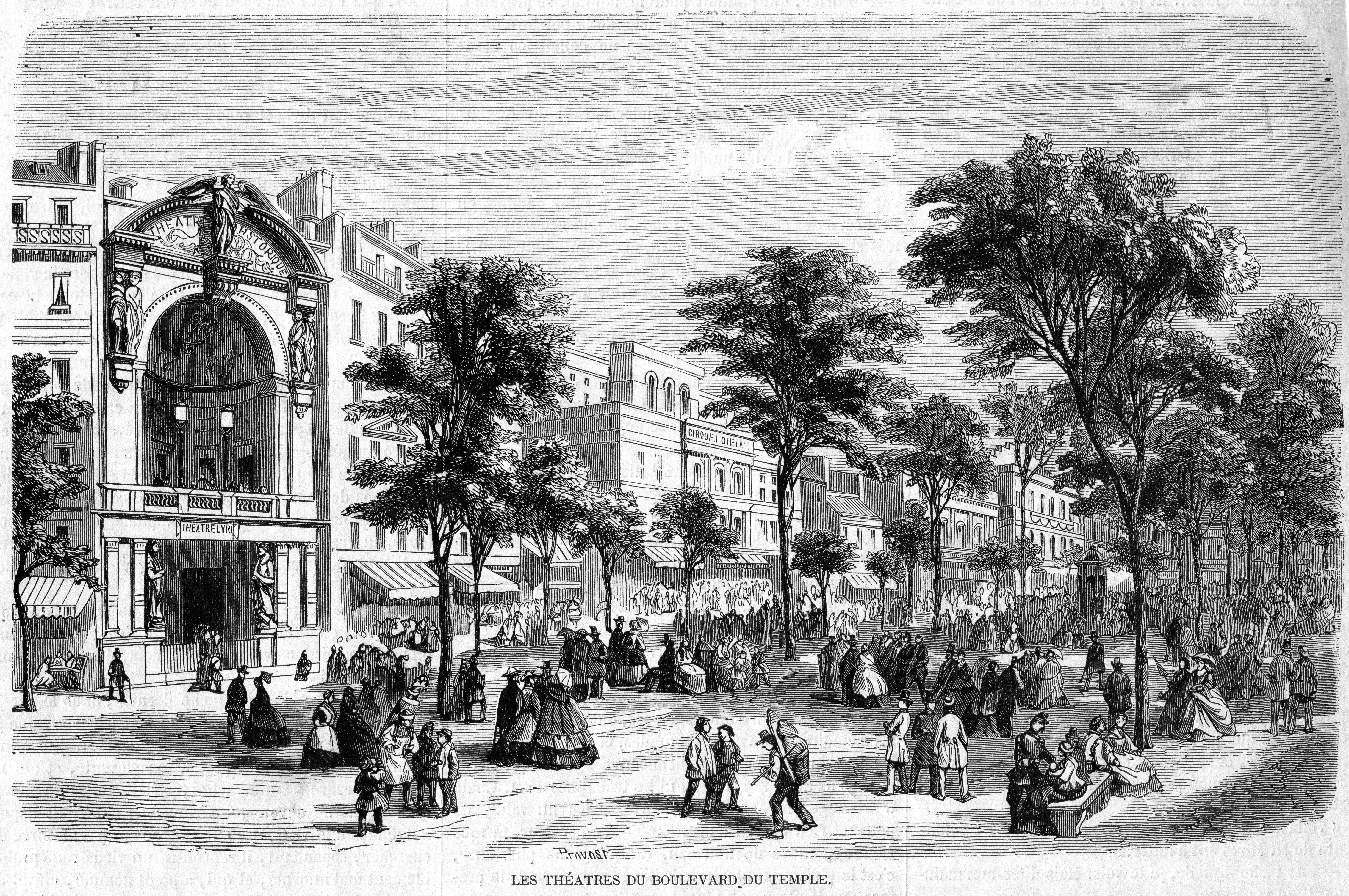
Os teatros no Boulevard du Temple em 1862 antes da destruição; Para a esquerda: Teatro histórico/teatro lírico (L'Illustration, 1862).
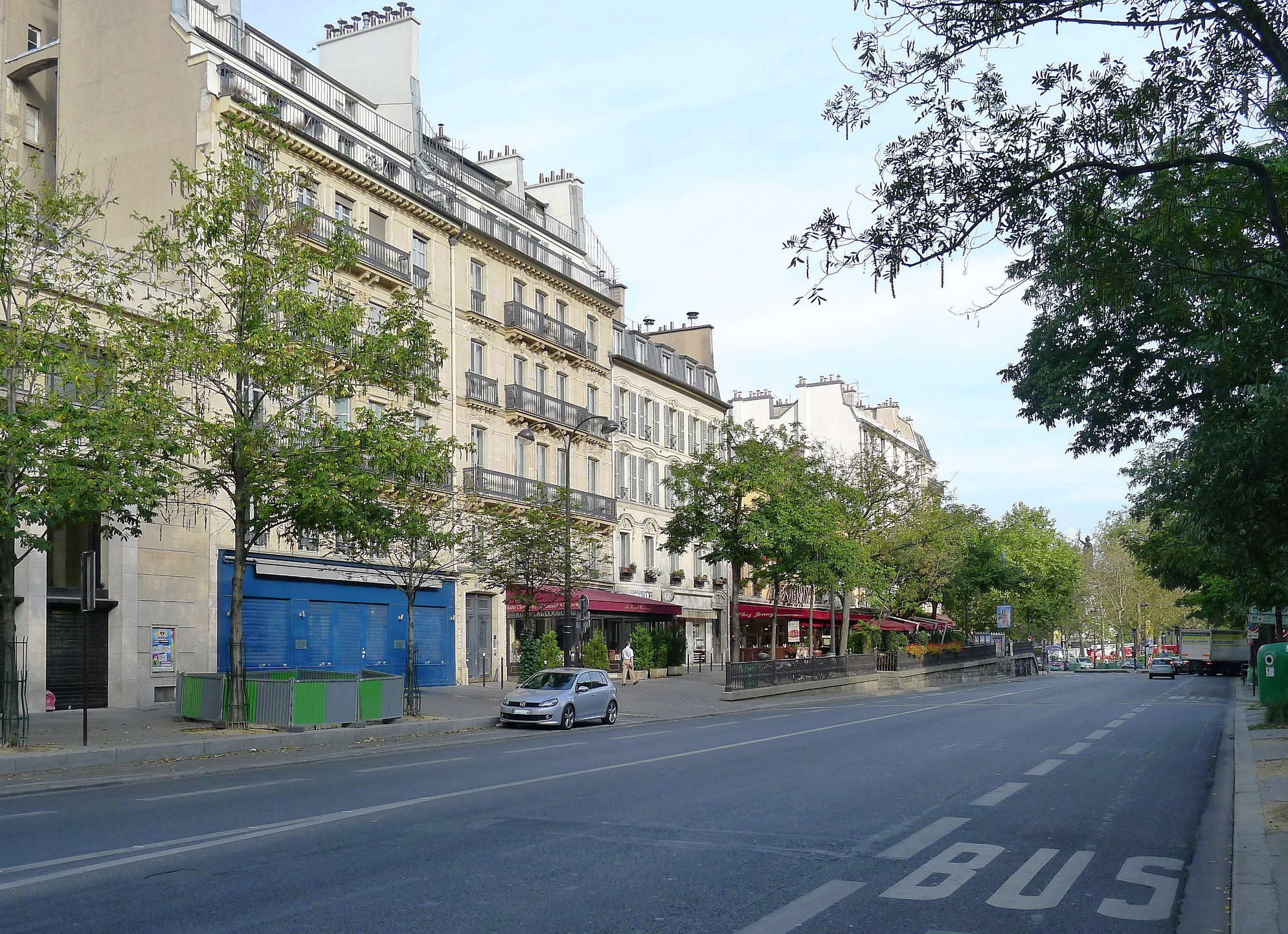
O Boulevard du Temple em sua saída na Place de la République.

## Edifícios notáveis e lugares de memória
- O escultor Jules Salmson (1823-1902) viveu neste boulevard em 1859
- No 23: local de nascimento de Georges Delaselle (1861-1944)[9]
- No 29: localização do Jardin Turc e do restaurante Bonvalet.
- No 41: Théâtre Déjazet.
- No 42: antigo edifício (demolido): Giuseppe Fieschi havia alugado um quarto lá para construir sua máquina infernal composta de vinte e cinco canos de armas. Após o ataque a casa foi demolida
- No 42: atual edifício: Gustave Flaubert morou neste endereço, no 3o andar, de 1856 a 1869. Emmanuel Frémiet teve uma loja aí de 1855 a 1872.

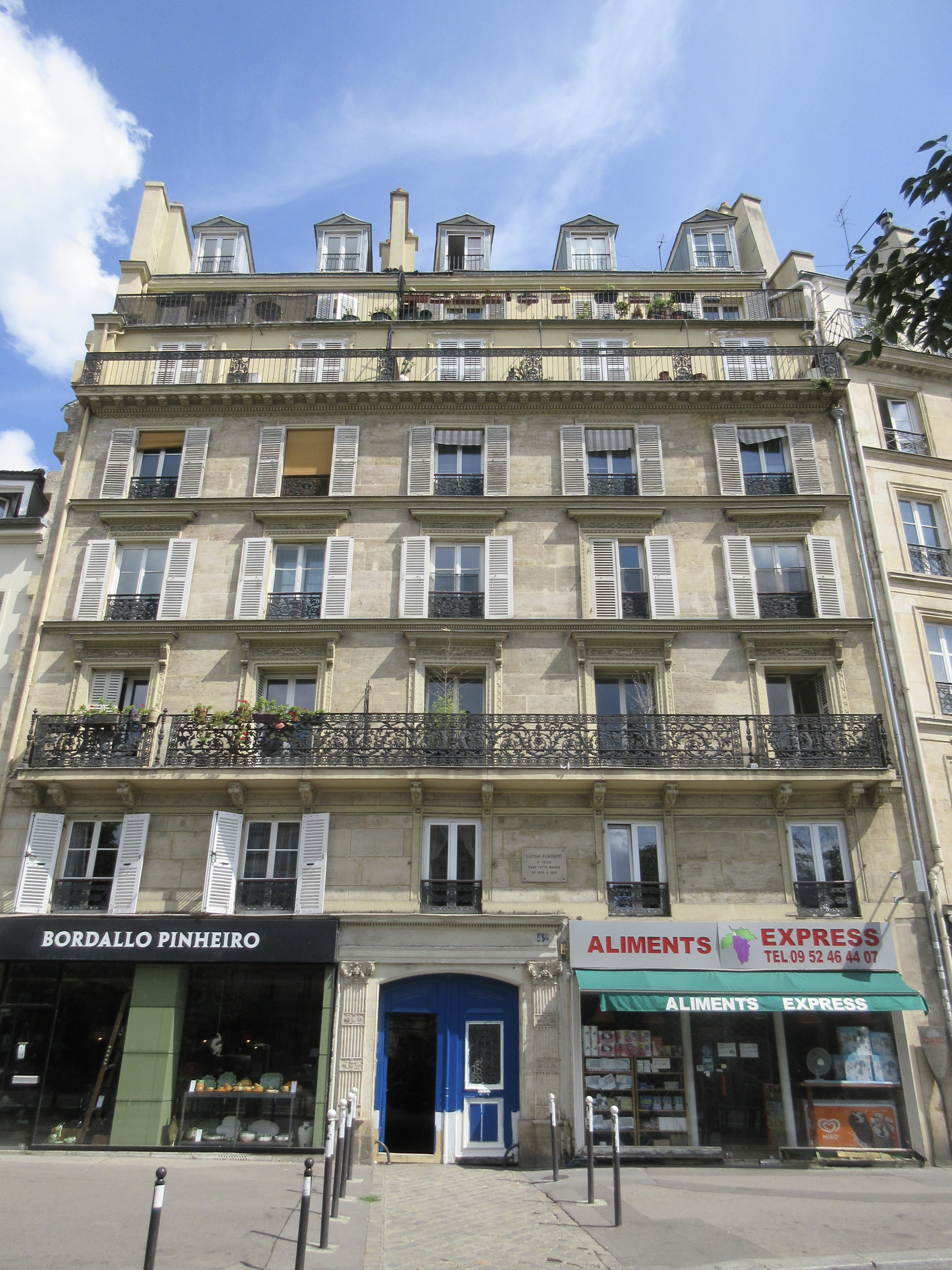
42 Boulevard du Temple
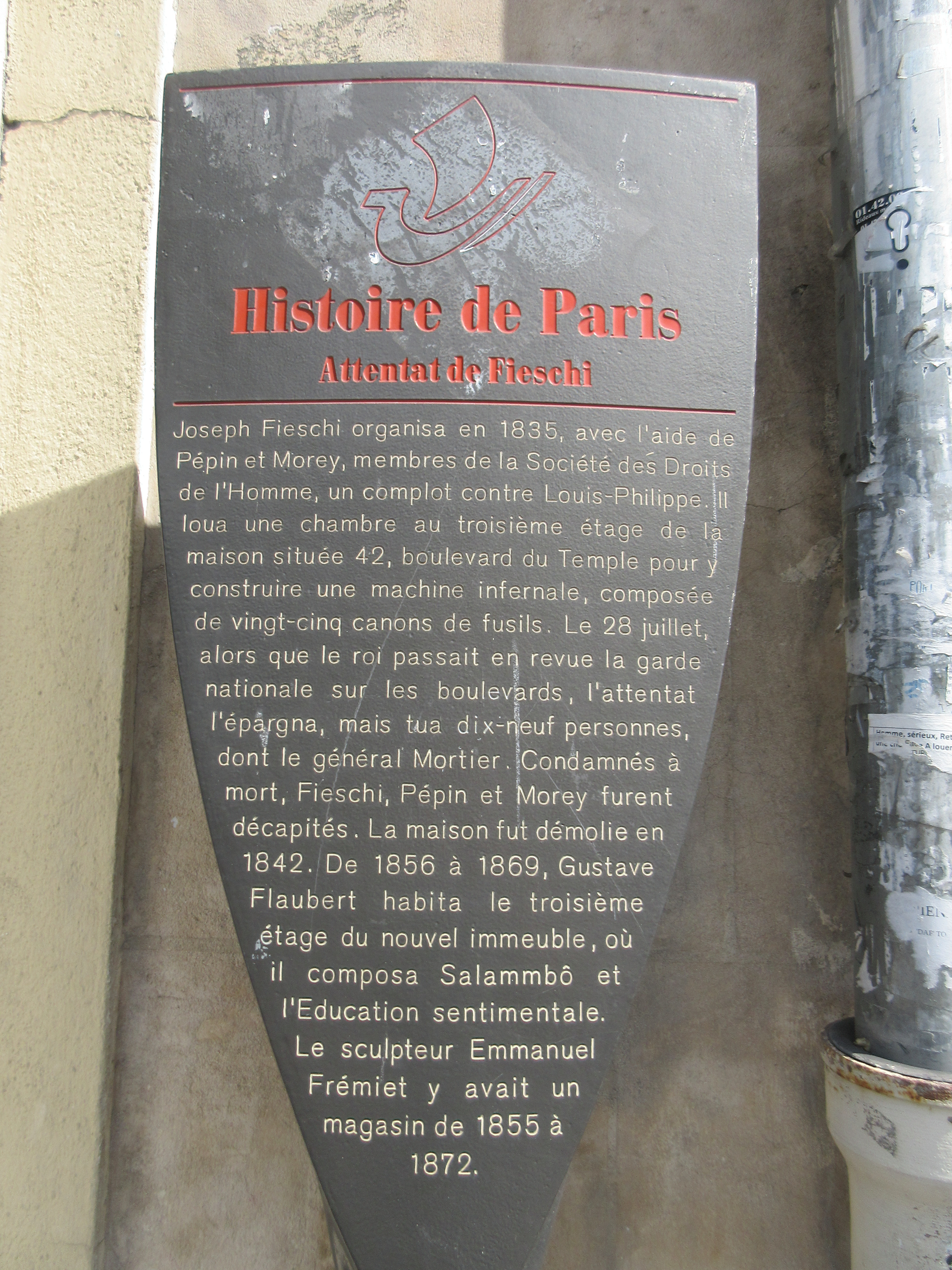
Painel História de Paris "Atentado Fieschi"

### Alguns antigos teatros no Boulevard du Temple
- 1759: o Théâtre des Grands-Danseurs du Roi de Jean-Baptiste Nicolet, que se tornou o Théâtre de la Gaîté em 1792; demolido em 1862.
- 1769: o Théâtre de l'Ambigu-Comique por Nicolas-Médard Audinot, que se tornou o Folies-Dramatiques em 1832; demolido em 1862.
- 1774: o Théâtre des Associés.
- 1779: o Théâtre des Variétés-Amusantes de Lécluse; demolido.
- 1785: o Théâtre des Délassements-Comiques de Plancher-Valcour; demolido em 1862.
- 1787: o Cabinet des figures de cire; desaparecido em 1847.
- 1816: o Théâtre des Funambules no no 54; demolido em 1862.
- 20 de fevereiro de 1847: o Théâtre-Historique, que se tornou o Théâtre-Lyrique após sua falência em 20 de dezembro de 1850; demolido em 1862.

### Hôtel de Chabannes
Este hôtel particulier (1758 - 1760, destruído), foi iniciada em agosto de 1758, construído por Jacques Chabannes, conselheiro da segunda câmara de pedidos do Parlamento de Paris . A fachada do hotel dava para o Boulevard du Temple. Segundo Dezallier d'Argenville, esta foi a primeira construção parisiense de Pierre-Louis Moreau-Desproux.

Verdadeiro manifesto do estilo "à la grecque", e um dos primeiros edifícios neoclássicos, no exato momento em que Chevotet estava construindo, no outro extremo do boulevard, o pavilhão de Hanover, testemunho máximo do estilo rocaille. Sob a cornija, o arquiteto havia substituído os dentículos por trastes e, entre os pisos, havia desenvolvido um friso de grecques, assim como Trouard ao mesmo tempo em sua casa no Faubourg Poissonnière e Chalgrin em seu projeto pelo Prix de Roma. O Abade Laugier criticou essas inovações em 1765 em seu Observations sur l'architecture: 
| “ | L'architecte qui a donné les plans de la maison de M. de Chavanes, au coin de la porte du Temple, a montré au public qu'on peut dans un petit espace exécuter les choses en grand. Si au lieu de pilastres il avait mis des colonnes. Si le denticule de la corniche n'était pas à bâtons rompus ; si le même ornement n'était pas répété sur la plinthe qui répare les étages ; si cette plinthe était supprimée ; si les bandeaux des fenêtres d'en-haut étaient raccordés avec ceux des fenêtres d'en-bas, ce morceau serait cité comme un modèle. Tel qu'il est il prouve le mérite de son auteur, et annonce de sa part un génie fait pour aller au grand. | ” |